# Корун Блажев
Корун Блажев е български революционер, деец на Вътрешната македоно-одринска революционна организация.

## Биография
Роден е в прилепското село Свето Митрани, което тогава е в Османската империя. Влиза във ВМОРО и става селски войвода на организацията. През Илинденско-Преображенското въстание е в отряда на Питу Гули. Загива заедно с Гули на Мечкин камен при отбраната на Крушево.